# Мы не рабы, рабы не мы
«Мы не рабы́, рабы не мы» — фраза из первой советской азбуки «Долой неграмотность: Букварь для взрослых» (1919). 

## История
Издания «Букваря» выходили анонимно в 1919—1920 годах в разных городах; первое издание было выпущено политотделом Реввоенсовета Южного фронта. Автором «Букваря» обычно называют Д. Ю. Элькину (1890—1963), со ссылкой на её воспоминания. Однако буквари, составленные ею ранее, не имеют ничего общего с «Букварём для взрослых», который был создан под очевидным влиянием футуризма в литературе. В 1987 году автором «Букваря» был назван Александр Яковлевич Шнеер, впоследствии исследователь истории советского театра, цирка и эстрады.
Фраза представляет собой словесный палиндром, то есть может читаться как слева направо, так и, по словам, справа налево. Кроме того, фразу можно написать несколькими способами: «Мы — не рабы, рабы — не мы», «Мы — не рабы, рабы немы», «Рабы немы, мы — не рабы».
Фраза — один из самых распространённых лозунгов-идеологем эпохи, когда в советской России в массовом порядке проводили ликвидацию неграмотности среди взрослых.